# Симойоки (река)
Симойоки (фин. Simojoki) — лососёвая река в Финляндии. Расположена в южной части Лапландии. Берёт начало в озере Симоярви и впадает в Ботнический залив.

## Описание
Длина составляет 193 км, по другим оценкам 175 км. Площадь водосборного бассейна — 3160 км². Расход воды по наблюдениям с 1971 по 2000 год оценивается 40,4 м³/с. Большая часть бассейна реки занята лесами. Ширина и глубина невелики. Имеются множество разнообразных порогов, ширина которых колеблется от 20 до 80 метров.
В 1940-х и 1950-х годах русло реки было углублено для облегчения молевого сплава, а на притоках построены плотины для регулирования стока реки. На состояние реки повлияло осушение торфяников и болот для нужд лесного хозяйства и добычи торфа. Наиболее интенсивная эксплуатация лесов отмечалась в начале 1970-х, охватывая 2,0-2,5 % площади речного бассейна. Лесопользование привело к возрастанию растворённого углерода в реке. Деятельность человека привела также к уменьшению численности лосося, объём промысла которого до 1950-х годов 75 тыс. особей, в 1986—1988 годах промысел сократился до нескольких тысяч особей. В 1984 году для восстановления численности лосося был произведен первый выпуск в реку искусственно выращенных пестряток и смолтов.
Река славится своей рыбой: лосось, хариус, щука, окунь и кумжа.